# レオ・エスティゴーア
- レオ・エスティゴーア
- レオ・ウスティゴール

レオ・スキリ・エスティゴーア（Leo Skiri Østigård 、1999年11月28日 - ）は、ノルウェー・モルデ出身のプロサッカー選手。ジェノアCFC所属。ノルウェー代表。ポジションはDF。

## 経歴

### クラブ
2017年冬に地元クラブであるモルデFKとプロ契約を締結。2018年シーズンはフォルシュテ・ディビジョンのバイキングFKに期限付き移籍した。
2018年8月、イングランドのブライトン・アンド・ホーヴ・アルビオンFCに完全移籍。2019-20シーズンはドイツのFCザンクトパウリに期限付き移籍。2020-21シーズンもEFLチャンピオンシップのコヴェントリー・シティFCに期限付き移籍。
2022年8月10日、ブライトン・アンド・ホーヴ・アルビオンFCとの契約を1年延長し、ストーク・シティFCに期限付き移籍で加入することが発表された。
2022年1月5日、ストーク・シティFCから呼び戻され、イタリアのジェノアCFCにシーズン終了まで期限付き移籍で加入することが発表された。
2022年7月18日、SSCナポリへ完全移籍。
2024年7月30日、フランスのスタッド・レンヌに移籍し、2027年までの契約を結んだ。移籍金は700万ユーロ。
2025年2月3日、ドイツのTSG1899ホッフェンハイムに期限付き移籍した。
2025年7月29日、ジェノアCFCに1シーズンローンで復帰。ローン契約には一定の条件を満たした場合に有効となる買取オプションが付帯する。

### 代表
年代別のノルウェー代表歴があり、主要大会ではUEFA U-19欧州選手権2018と2019 FIFA U-20ワールドカップに出場した。
2020年9月28日、セルビア、ルーマニア、北アイルランド各代表との試合でフル代表初召集を受けた。

## タイトル
ナポリ
- セリエA：2022-23